# Новая Габсельга
Новая Га́бсельга (карел. Uuzi Huabuselgy) — посёлок в составе Повенецкого городского поселения Медвежьегорского района Республики Карелия Российской Федерации.

## Общие сведения
Расположен на автодороге Медвежьегорск—Пудож.

## Население
| 2002 | 2009 | 2010 | 2013 |
| ---- | ---- | ---- | ---- |
| 334  | ↘321 | ↘236 | ↘234 |

## Улицы
- ул. Болотная
- ул. Дорожная
- ул. Заречная
- ул. Лесная
- ул. Школьная